# Nino Nini
Nino Nini (falecido a 21 de janeiro de 1564) foi um prelado católico romano que serviu como bispo de Potenza (1526 – 1564).

## Biografia
No dia 28 de novembro de 1526, Nino Nini foi nomeado pelo Papa Clemente VII como Bispo de Potenza. Nini serviu como Bispo de Potenza até à sua morte no dia 21 de janeiro de 1564.